# 土魯斯伯爵雷蒙五世
雷蒙五世（法語：Raymond V de Toulouse，1134年—1194年12月）是阿爾方斯·居爾丹之子，土魯斯伯爵（1148年—1194年）。雷蒙五世娶法國國王路易六世的女兒康斯坦絲，他們的兒子雷蒙六世於1194年繼位。